# Manuel Faria (atleta)
Manuel Faria (Carvalhal, São Miguel do Rio Torto, 12 de dezembro de 1930 — Lisboa, 7 de agosto de 2004), foi um atleta português, vencedor da Medalha Olímpica Nobre Guedes em 1957. O seu clube foi o Sporting Club de Portugal.
Primeiro português a vencer a Corrida Internacional de São Silvestre de São Paulo, em 1956 e 1957, foi ainda recordista nacional dos 1500, 3000, 5000 e 10000 metros, assim como dos 3000 metros obtáculos, tendo-se sagrado campeão nacional por treze vezes.
Manuel Faria faleceu em 7 de agosto de 2004, em Lisboa, Portugal.